# استان سانتافه
 استان سانتافه ، یکی از استان‌های ۲۳ گانه آرژانتین، واقع در مرکز – شرق کشور می‌باشد که با استان‌های چاکو، کورینتس، انتره ریوس، بوئنوس آیرس، کوردوبا، سانتیاگو دل استرو مرز مشترک دارد. سانتافه با استان‌های  انتره ریوس و کوردوبا بخشی به نام «منطقه مرکزی» تشکیل می‌دهد. از شهرهای مهم استان می‌توان به روزاریو، سانتافه، رافائلا، ونادو توئرتو، ویا گوبرنادور گالبز، سانتو تومه و رکونکوئیستا اشاره کرد.

## مشخصات
- مرکز: سانتافه
- مساحت: ۱۳۳۰۰۷ کیلومترمربع
- جمعیت: ۳۰۰۰۷۰۱ (تا ۲۰۰۱)
- فرماندار: ارمس بینر

## تاریخچه
پیش از ورود اسپانیایی‌ها به آمریکای جنوبی، استانی که اکنون سانتافه نام دارد زیستگاه بومیان (پیلاگاس، توباس، تیمبوس، موکاویس، گوایکوروس و گوارانی) بود. این بومیان کوچ‌نشین از طریق شکار، ماهیگیری و گردآوری میوه ارتزاق می‌کردند.
نخستین اقامتگاه اروپاییان در سال ۱۵۲۷ و در محل برخورد رودهای پارانا و کارکارانیا به دست سباستین گابوتو ساخته شد. او در سر راه خود به شمال دژی (با نام sancti spiritus) را بنا کرد که ۲ سال بعد به دست بومیان ویران شد.
در سال ۱۵۷۳ شهر سانتافه در اطراف شهر کوچک کایاستا ی امروزی توسط خوان ده گارایتاسیس شد اما در سال ۱۶۵۱ به شهر سانتافه کنونی انتقال یافت.
در سال ۱۸۱۲ ژنرال مانوئل بلگرانو پرچم آرژانتین را بر فراز کرانه رود پارانا در شهر روزاریو (در ۱۶۰ کیلومتری مرکز استان که آن زمان دهکده‌ای بیش نبود) برافراشت.
در سال ۱۸۱۵ دولت مرکزگرای تحت «کارلوس ماریا ده آلبئار» به دنبال نافرمانی «ایگناسیو آلوارز توماس»، که برای مقابله با خوزه خروازیو آرتیگاس (رهبر فدرالیست) به سانتافه فرستاده شده بود، ادارهٔ امور را از دست داد. فرمانده شبه نظامیان محلی، «فرانسیسکو کوندیوتی»، به‌طور مسالمت‌آمیز دولت را در دست گرفت؛ این رویداد نقطه آغازین برای دوره‌ای کوتاه در جهت کسب استقلال (در سایه فدرالیسم) سانتافه بود. پس از مدتی کوندیوتی درگذشت و دولت مرکزی وابسته مجدداً یر سر کار آمد. یک سال بعد، رهبران فدرالیست، ماریانو ورا و استانیسلاو لوپز، نمایندهٔ فرماندار را از مقام خود عزل کردند و خواستار حاکمیت استان سانتافه تحت عضویت در «مجمع آزادیخواهان آرتیگاس» شدند.
در سال ۱۸۱۸، قانون اساسی استانی توسط لوپز دیکته شد: سانتافه نخستین استانی بود که قانون اساسی خودش را داشت. طی درگیری‌های داخلی ۱۸۲۰ نیروهای سانتافه قاطعانه برای شکست ارتش مرکزگرای بوئنوس آیرس جنگیدند. بدین ترتیب پس از مدتی استانیسلاو لوپز جای خود را به عنوان چهره کلیدی حزب فدرال مستحکم کرد. پس از مرگ لوپز در سال ۱۸۳۸، دبیر و دست راست او، خوزه ماریا کوین Cullen جای وی را گرفت. کوین رقیب سرسختی برای خوان مانوئل ده روزاس (فرماندار بوئنوس آیرس و نمایندهٔ امور خارجه کنفدراسیون) بود به همین دلیل ده روزاس، کوین را بازداشت و اعدام کرد و به جای او یک فرد هوادار خود به نام خوان پابلو لوپز را بر سر کار آورد. فرماندار جدید تا حمله «خوستو خوزه ده ارکیزا» و تا سال ۱۸۵۱ بر مسند بود و پس از او پاسکوال اچاگه به فرمانداری رسید.
پس از تشکیل ملت، استان سانتافه وارد دورهٔ صلح و پیشرفت شد. در سال ۱۸۷۲ خطوط راه‌آهن و سیستم تلگراف نقاط مختلف استان را به هم متصل کرد و در سال ۱۸۸۹ دانشگاه استانی سانتافه تأسیس شد.
پس از ورود مهاجران اروپایی و انتشار اندیشه‌های نو، استیلای سیاسی گروه‌های محافظه کار به چالش کشیده شد. در نتیجه احزا ب رادیکالی چون «اتحادیه مدنی» (UCR) و «حزب دمکراتیک ترقی خواه» (PDP) و فدراسیون زراعی آرژانتین تشکیل شدند. دو حزب رادیکال در مبارزات انتخاباتی با گروه‌های محافظه کار رقابت سختی داشتند.
پس از اینکه قانون انتخاباتی توسط روکه سائنز پنیا در سال ۱۹۱۲ اصلاح شد، نمایندگان UCR به قدرت رسیدند و تا کودتای ۱۹۳۰ بر سر کار بودند. در سال ۱۹۳۲ این حزب PDP بود که بر مسند دولت نشست.
در انتخابات منازعه‌آمیز ۱۹۵۸ که پرونیست‌ها کنار رفتند، دکتر کارلوس سیلوستر بگنیس - یک نماینده حامی رئیس‌جمهور (آرتورو فروندیزی) – به فرمانداری رسید. وی با برنامه‌های عمرانی خود، تونل ارنان داریاس را احداث کرد. این تونل ۱۵ کیلومتری که از زیر آب‌های رود پارانا گذر می‌کند، دو شهر پارانا و سانتافه را به هم متصل می‌کند.
سانتافه در خشونت‌های دههٔ ۱۹۷۰ و رکود دههٔ ۱۹۸۰ بیش از دیگر ایالات خسارت دید. اوضاع اقتصادی استان در دهه ۹۰ وخیم تر شد. اما تا سال ۲۰۰۲ به رشد اقتصادی ۷ درصدی رسید.
سانتافه مرکز تولید سویا و رقیب جدی استان بوئنوس آیرس در فعالیت‌های زراعی است.

## جغرافیا و اقلیم

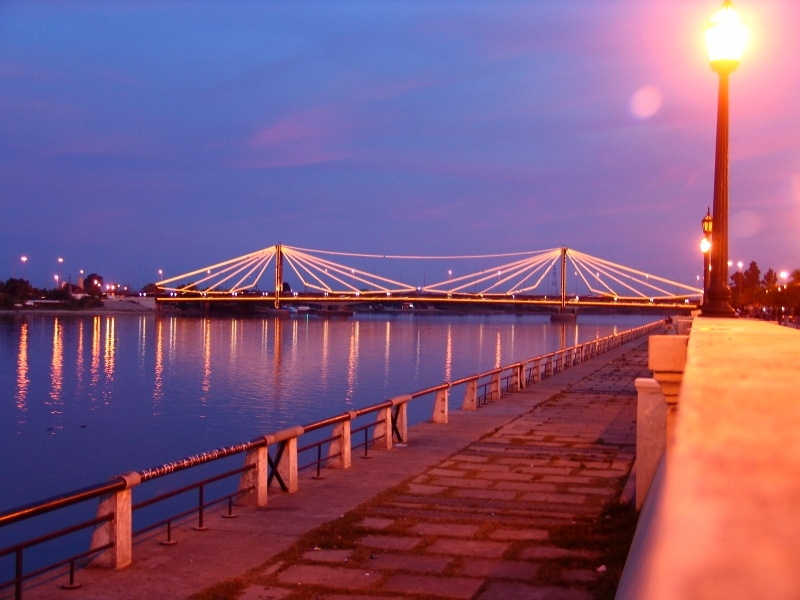
استان سانتافه

بیشتر استان بخشی از منطقه مرطوب پامپاس می‌باشد که شامل زمین‌های سبز و هموار است. در شمال استان منطقه گران چاکو قرار دارد.
غرب استان را کوه‌های نوک تیز و کم ارتفاع با شیب تند تشکیل می‌دهند. شمال سانتافه، آب و هوایی گرم با دمای متوسط ۱۹ درجه و در شرق استان بارش سالانه ۱۱۰۰ میلی‌متر است. در جنوب دما و بارش کم است.
رود عمدهٔ سانتافه، رود پارانا | پارانا است که در دهانه ریودلاپلاتا به دریای آزاد (اقیانوس اطلس) می‌ریزد. رودهای کوچکی مانند سالادوی شمالی، کارکارانیا و آرویو دل مدیو به پارانا می‌ریزند. دو رود پارانا و سالادو پس از باران‌های سنگین، طغیان می‌کنند. در سال ۲۰۰۳ سیل در شمال و مرکز استان، صدهزار نفر را بی‌خانمان کرد و خسارت شدیدی به اقتصاد استان وارد آورد. در سال ۲۰۰۷ سیل شدید دیگری در جنوب و مرکز استان که بخش‌هایی از شهرهای سانتافه و روزاریو را در بر می‌گرفت، ده‌ها هزار نفررا آواره کرد و زراعت منطقه را تحت تأثیر قرار داد.

## اقتصاد
استان سانتافه با تولید ناخالص داخلی برابر۲۷ میلیارد دلار در سال ۲۰۰۶ و درآمد سرانه ۹۰۰۰ چهارمین استان از حیث اهمیت می‌باشد.
کشاورزی نقش مهمی در اقتصاد استان بازی می‌کند. ۲۱ درصد زمین‌های زراعی کشور در سانتافه قرار دارد. از محصولات عمده کشاورزی باید به سویا، آفتابگردان، ذرت، گندم و برنج و از سایر محصولات می‌توان به عسل، توت فرنگی، پنبه و چوب اشاره کرد.
از فعالیت درآمدزای سانتافه پرورش گاو (با ۵/۶میلیون راس) برای تولید شیر و گوشت است. طوری‌که سالانه ۶/۲ میلیون لیتر شیر (۴۰ درصد تولید ملی) تولید می‌شود.
محصولات صادراتی سانتافه از طریق بنادر بین روزاریو و سان لورنزو به سایر کشورها منتقل می‌شود.
تولیدات صنعتی ۱۸ درصد اقتصاد سانتافه را تشکیل می‌دهد. از جمله آنها: صنایع غذایی (تولید آرد، روغن و آبجو)، صنایع چرم و نساجی، صنایع فولاد و تولید فلز، صنعت خودرو و ماشین‌های زراعی و صنعتی
در بخش خدمات، صنعت جهانگردی چندان منبع درامدزایی نمی‌باشد. با این حال جاذبه‌های توریستی استان عبارتند از:
ویرانه‌های شهر تاریخی کایاستا
بدل دژ sacti spiritus

## تقسیمان سیاسی
استان به ۱۹ بخش (دپارتمان) تقسیم می‌شود.
| ۱ – بخش بلگرانو ۲ – بخش کاسه روس ۳ – بخش کاستیانوس ۴ – بخش لاگو کونستیتوسیون ۵ – بخش گارای ۶ – بخش خنرال لوپز ۷ – بخش خنرال اوبلیگادو ۸ – بخش ایریوندو ۹ – بخش لا کاپیتال ۱۰ – بخش لاس کولونیاس | ۱۱ – بخش نووه ده خولیو ۱۲ – بخش روزاریو ۱۳ – بخش سان کریستوبال ۱۴ – بخش سان خاویر ۱۵ – بخش سان خرونیمو ۱۶ – بخش سان خوستو ۱۷ – بخش سان لورنزو ۱۸ – بخش سان مارتین ۱۹ – بخش ورا |  |